# David Robb
David Robb (Londen, 23 augustus 1947) is een Schots acteur.
Robb werd geboren in Londen, en groeide op in Edinburgh, Schotland. Hij speelde in verschillende televisieseries en films, waaronder I, Claudius, Midsomer Murders en Downton Abbey. Hij was van 1978 tot 2013 getrouwd met actrice Brionny McRoberts. McRoberts leed jarenlang aan depressies en anorexia en pleegde in 2013 zelfmoord.

## Filmografie
| Jaar      | Titel                               | Rol                                   | Opmerking            |
| --------- | ----------------------------------- | ------------------------------------- | -------------------- |
| 1974      | The Swordsman                       | Alex Zendor                           |                      |
| 1975      | Conduct Unbecoming                  | 2nd Lt. Winters                       |                      |
| 1976      | I, Claudius                         | Germanicus                            | 3 afleveringen       |
| 1976      | Whodunnit?                          | Nobby Fry                             | (episode Dead Grass) |
| 1977      | The Standard                        | Engelse agent                         |                      |
| 1978      | The Four Feathers                   | Thomas Willoughby                     | tv-film              |
| 1979      | The Legend of King Arthur           | Lancelot                              | 7 afleveringen       |
| 1980      | Hamlet                              | Laërtes                               | BBC                  |
| 1988      | The Sandbaggers                     | Paul Dalgetty                         | 2 afleveringen       |
| 1982      | Ivanhoe                             | Robin Hood                            | tv-film              |
| 1983      | The Wars                            | Maj. Terry                            |                      |
| 1984      | The Last Days of Pompeii            | Sallust                               | 3 afleveringen       |
| 1987      | Dreams Lost Dreams Found            | Ross Fleming                          | tv-film              |
| 1988      | The Deceivers                       | George Anglesmith                     |                      |
| 1991      | Up the Garden Path                  | Charles                               | 6 afleveringen       |
| 1991      | Parnell and the Englishwoman        | Capt. Willie O'Shea                   | 4 afleveringen       |
| 1992      | Strathblair                         | Major Andrew Menzies                  | 20 afleveringen      |
| 1993      | Swing Kids                          | Dr. Dietrich Berger                   |                      |
| 1994      | Hellbound                           | King Richard                          |                      |
| 1996      | The Crow Road                       | Fergus Urvill                         | 4 afleveringen       |
| 1997      | Regeneration                        | Dr. McIntyre                          |                      |
| 1997      | The House of Angelo                 | Lord Vanbrugh                         |                      |
| 1999      | Treasure Island                     | Dr. Livesey                           |                      |
| 2000      | Midsomer Murders                    | Charles MacKillop                     | 1 aflevering         |
| 2004      | The Life and Death of Peter Sellers | Dr. Lyle Wexler                       |                      |
| 2007      | Elizabeth: The Golden Age           | Admiral Sir William Winter            |                      |
| 2008      | Sharpe's Peril                      | Major Tredinnick                      | tv-film              |
| 2009      | The Young Victoria                  | Whig Member                           |                      |
| 2009      | From Time to Time                   | Lord Farrar                           |                      |
| 2010-2015 | Downton Abbey                       | Dr. Clarkson                          | 34 afleveringen      |
| 2015      | Wolf Hall                           | Thomas Boleyn, 1e Graaf van Wiltshire | 5 afleveringen       |
| 2016      | Sacrifice                           | Richard Guthrie                       |                      |
| 2018      | Clique                              | rector Wentworth                      | 2 afleveringen       |
| 2021      | All Those Small Things              | David                                 |                      |
| 2022      | Downton Abbey: A New Era            | Dr. Clarkson                          |                      |